# Augusto Monterroso
Augusto Monterroso (* 21. Dezember 1921 in Tegucigalpa, Honduras; † 7. Februar 2003 in Mexiko-Stadt) war ein guatemaltekischer Schriftsteller und Diplomat. Er war mit der mexikanischen Schriftstellerin Bárbara Jacobs verheiratet.

## Leben
Augusto Monterroso hat die meiste Zeit seines Lebens nicht in Guatemala verbracht, sondern in anderen spanischsprachigen Ländern Lateinamerikas. Als Sohn von Guatemalteken in Honduras geboren, wurde das mexikanische Exil zu seiner eigentlichen Heimat. Von 1944 bis 1953 war er als Student und als Diplomat für die einzige demokratische Regierung Guatemalas unter Jacobo Arbenz in Mexiko tätig. 1954 arbeitete er als Konsul für dieselbe in Bolivien, bis er durch einen Staatsstreich gegen die Regierung Arbenz seinen Posten verlor und nach Chile ins Exil ging. Dort war er u. a. als Redaktionssekretär für Pablo Nerudas Gazeta de Chile tätig. Um 1970 lernte er die mexikanische Schriftstellerin Bárbara Jacobs kennen. Die beiden heirateten und lebten bis zu Monterrosos Tod zusammen in Jacobs’ Heimatland. 
Monterrosos Erzählungen haben eine Tendenz zur Ironie und stehen unter dem Einfluss von Jorge Luis Borges und Franz Kafka (Der Traum des Käfers). Oft greift er auf die Erzählform der Fabel (Wie das Pferd sich Gott vorstellt) zurück, um seine Intentionen in Sprache zu kleiden. Zu seinen Besonderheiten gehört die Kürze seiner Erzählungen, die oftmals nur aus einem einzigen, kunstvoll ausgefeilten Schachtelsatz (Die anderen sechs; Weihnachten. Neujahr. Was auch immer.) bestehen. Laut dem italienischen Semiotiker Umberto Eco gilt die Geschichte Der Dinosaurier als kürzeste Erzählung (Kürzestgeschichte) weltweit. Um sie hat sich bereits ein kleiner Diskurs entsponnen. (Quelle: Kurz und bündig. Die schnellsten Geschichten der Welt. Diogenes Verlag)
1996 erhielt er den Juan-Rulfo-Preis und 2000 den Prinz-von-Asturien-Preis für Geisteswissenschaften und Literatur.

## Werke
- El concierto y El eclipse (Das Konzert und die Sonnenfinsternis, 1947)
- Uno de cada tres y El centennario (Auf drei einer und Der Centenartaler, 1952)
- Obras completas (y otros cuentos) (Gesammelte Werke und andere Erzählungen, 1959)
  - Das gesamte Werk und andere Fabeln. Hrsg. von Peter Schultze-Kraft. Übers. d. Fabeln von Inke Schultze-Kraft, der Erzählungen von Karl August Horst. Diogenes, Zürich 1973
- La oveja negra y demás fábulas (Das schwarze Schaf und andere Fabeln, 1969)
- Movimiento perpetuo (Ewige Bewegung, 1972)
- Persönliche Anthologie, 1975
- Lo demás es silencio. La vida y la obra de Eduardo Torres (Reif sein ist alles und der Rest ist Schweigen, 1978)
- La palabras mágica.
  - Einzelerz.: Der Wettbewerb. Übers. José Antonio Friedl Zapata. In: Ein neuer Name, ein fremdes Gesicht. 26 Erzählungen aus Lateinamerika. Hg. wie Übers. Sammlung Luchterhand, 834. Neuwied, 1987 u.ö., S. 253–261
  - Reif sein ist alles und der Rest ist Schweigen : einzig wahrhaftige und autorisierte Version von Leben und Werk des unsterblichen Don Eduardo Torres aus San Blas. Aus dem Span. von Christel Dobenecker. Berlin : Verl. Volk und Welt, 1992
- Der Frosch, der ein richtiger Frosch sein wollte : Kurzprosa. Übers. von Karl August Horst, Hrsg. von Carlos Rincón. Leipzig : Reclam 1977